# اقتحام الملحقية الثقافية السعودية في الخرطوم
اقتحام الملحقية الثقافية السعودية في الخرطوم، هي حادثة اقتحام مسلح تعرض لها مبنى الملحقية الثقافية السعودية في العاصمة السودانية (الخرطوم) في مايو 2023، من مجموعة مسلحة كما وصفتها وزارة الخارجية السعودية في البيان الذي أصدرته للإعلان عن الحادثة. وصف مجلس التعاون الخليجي الحادثة بـ"العمل الإرهابي". وأعلن

## الحادثة
في الثاني من مايو 2023، اقتحمت مجموعة مسلحة مبنى الملحقية الثقافية السعودية في الخرطوم، وبحسب الخارجية السعودية، فإن المقتحمون خربوا الأجهزة والكاميرات، واستولوا على بعض ممتلكات الملحقية، وعطلوا أنظمة وخوادمها، ولم تعلن أي جهة في السودان مسؤليتها تجاه الحادثة، في وقت تشهد البلاد صراعاً ملسحاً بين الجيش وقوات الدعم السريع.
ولم تشر وزارة الخارجية السعودية إلى وقوع إصابات جراء عملية الاقتحام.

## ردود أفعال عربية
أصدرت وزارة الخارجية السعودية بياناً استنكرت فيه الحادثة، داعية إلى احترام حرمة البعثات الدبلوماسية، ومعاقبة "الجناة". وتوالت ردود أفعال عربية منددة بالحادثة:
- الكويت: هذا العمل المجرم دولياً يعد انتهاكاً صارخاً للأعراف الدولية وقواعد القانون الدولي واتفاقية فيينا للعلاقات الدبلوماسية لعام 1961 التي تحرم اقتحام مقار البعثات الدبلوماسية.[4]
- البحرين: نتضامن ونتقف إلى جانب المملكة ونؤيدها لكل ما تتخذه من إجراءات مشروعة لتأمين بعثاتها الدبلوماسية.[5]
- الإمارات العربية المتحدة: دولة الإمارات تعرب عن استنكارها الشديد لهذه الأعمال الإجرامية، ورفضها الدائم لجميع أشكال العنف والإرهاب التي تستهدف زعزعة الأمن والاستقرار وتتنافى مع القيم والمبادئ الأخلاقية والإنسانية.[6]
- قطر: ندين الاقتحام، ونشدد على ضرورة توفير الحماية للبعثات الدبلوماسية، وملاحقة الجناة وتقديمهم للعدالة.[7]
- الأردن: ندين كافة أشكال العنف والتخريب، وخاصة تلك التي تستهدف المباني الدبلوماسية وتنتهك حرمتها.[8]
- مجلس التعاون الخليجي: دول المجلس كافة تدين هذا العمل الإرهابي.[2]
- رابطة العالم الإسلامي: ندين الجريمة وما تبع الاقتحام الأثيم من التخريب والنهب لمحتويات المبنى.[9]
- البرلمان العربي: ندعوا إلى احترام حرمة البعثات الدبلوماسية وملاحقة الجناة ومعاقبتهم.[2]